# Eurema mexicana
Eurema mexicana is een vlindersoort uit de familie van de Pieridae (witjes), onderfamilie Coliadinae.
Eurema mexicana werd in 1836 beschreven door Boisduval.